# Умерени иглолистни гори
Умерените иглолистни гори са сухоземен биом, един от основните хабитатни типове във физикогеографската класификация на Световния фонд за природата. Той е разположен в умерените райони на света с топли лета и хладни зими и подходящи за поддържане на гората валежи. В повечето умерени иглолистни гори преобладават вечнозелени иглолистни растения, но някои представляват смесица от иглолистни и широколистни вечнозелени дървета или широколистни листопадни дървета. Умерените вечнозелени гори са обичайни за крайбрежните области в региони с меки зими и обилни валежи или за вътрешността в по-сухи климати или планински райони. В тези гори има много видове дървета, между които кедър, кипарис, дугласка, ела, хвойна, агатис, бор, подокарпус, смърч, секвоя и тис. Ниската растителност също включва голямо разнообразие от треви и храсти.
Като структура тези гори са доста прости и се състоят най-общо от две нива: висока растителност и ниска растителност. Някои гори могат да поддържат и междинно ниво от храсти. Боровите гори поддържат тревиста ниска растителност, в която преобладават треви и тревисти многогодишни растения и често стават жертва на екологически значими пожари.
Умерени дъждовни гори има само в седем региона по света: Тихоокаенска умерена дъждовна гора в Тихоокеанския Северозапад, Валдивска умерена дъждовна гора в югозападна Южна Америка, дъждовните гори на Нова Зеландия и Тасмания, северозападна Европа (малки джобове в Ирландия, Шотландия, Исландия и малко по-голяма област в Норвегия), южна Япония и в Турция и Грузия до северен Иран – източно Черно море—Каспийско море. Влажните условия на умерените дъждовни гори обикновено поддържат ниска растителност от мъхове и са забележителни с дървета си с внушителни размери като гигантска секвоя (Sequoiadendron gigantea), вечнозелена секвоя (Sequoia sempervirens), дугласка (Pseudotsuga menziesii), ситков смърч (Picea sitchensis), Fitzroya cupressoides и Agathis australis. Тези гори се срещат много рядко в малки местности на Западна Северна Америка, югозападна Южна Америка и северна Нова Зеландия. Горите „Кламат-Сискию“ в северозападна Калифорния и югозападен Орегон са известни с богатото разнообразие на растителни и животински видове, между които много ендемични видове.